# Bronisław Bebel
Bronisław Bebel, född 16 maj 1949 i Noyelles-sous-Lens i Frankrike, är en polsk före detta volleybollspelare.
Bebel blev olympisk guldmedaljör i volleyboll vid sommarspelen 1976 i Montréal.